# Farmaco biosimilare
Un farmaco biosimilare è un farmaco biologico simile ad un medicinale biologico già autorizzato per uso clinico  (ossia già approvato e utilizzato nell'UE), noto come farmaco biologico "originatore" o più propriamente detto di "riferimento" di cui sia scaduta la copertura brevettuale. Un farmaco è detto "biosimilare" quando le sue caratteristiche fisico-chimiche, l'efficacia clinica e la sicurezza sono attestate simili a quelle del farmaco originatore. 

## Definizione
Un farmaco è definito biosimilare per il suo alto livello di similarità con il suo originatore. Tutti i medicinali biologici (quindi anche i biosimilari) sono molecole proteiche complesse, prodotte in laboratorio all’interno di sistemi viventi come le cellule pertanto, il processo di produzione può determinare minime diffidenze che si rilevano anche tra diversi lotti di uno stesso medicinale biologico, sia originatore sia biosimilare. Tuttavia, queste differenze non ne modificano l’efficacia e la sicurezza.
Un biosimilare viene approvato dall’Agenzia Europea per i medicinali (EMA) quando è stato dimostrato, attraverso un “esercizio di comparabilità”, che tale variabilità naturale e le differenze rispetto al medicinale di riferimento non influiscono sulla sua sicurezza ed efficacia. L'esercizio di comparabilità è basato su un robusto confronto “testa a testa” che procede per stadi e secondo specifici standard. Eventuali differenze presenti tra il farmaco biologico e il suo biosimilare non devono essere clinicamente rilevanti.
Il farmaco biosimilare non è e non può essere considerato il generico-equivalente di un farmaco biologico perché non si verifica bioequivalenza ma biosimilarità.

## Definizione di farmaco biosimilare fornita dall'Agenzia Europea per i Medicinali
Il 27 settembre 2013 EMA ha diffuso il documento “Questions and Answers on biosimilar medicines” all’interno del quale un farmaco biosimilare viene definito:  «[…] un medicinale sviluppato in modo da risultare simile a un medicinale biologico che è  già stato autorizzato (il cosiddetto "medicinale di riferimento"). I medicinali biosimilari, dunque, differiscono dai farmaci equivalenti che hanno strutture chimiche più semplici e che sono considerati identici ai loro medicinali di riferimento».
Il principio attivo di un biosimilare e quello del suo medicinale di riferimento sono di fatto la stessa sostanza biologica, tuttavia possono essere presenti differenze minori dovute alla loro natura complessa e  alle tecniche di produzione. Difatti, come il medicinale biologico di riferimento anche il biosimilare presenta un certo grado di variabilità naturale. «Un biosimilare viene approvato quando è stato dimostrato che tale variabilità naturale ed eventuali differenze rispetto al medicinale di riferimento non influiscono sulla sicurezza o sull'efficacia».

## Normativa e regolamentazione
Dal 2004 l’Europa ha introdotto uno specifico percorso normativo e regolatorio per lo sviluppo e l'autorizzazione dei farmaci biosimilari il quale prevede l’applicazione degli stessi principi generali, adottati a livello comunitario, per i farmaci biologici di riferimento. Quando una azienda richiede l’autorizzazione all’immissione in commercio presso l’EMA, i dati prodotti vengono valutati dai comitati scientifici sui medicinali umani e sulla sicurezza (CHMP e PRAC), nonché da esperti dell’UE sui medicinali biologici (Biologics Working Party) e da specialisti sui biosimilari (Biosimilar Working Party). Il parere scientifico viene inviato alla Commissione europea che concede l’autorizzazione all’immissione in commercio a livello comunitario.
Il 13 settembre del 2022 l’EMA e l’HMA (Heads of Medicines Agencies) hanno rilasciato una dichiarazione congiunta confermando che i medicinali biosimilari approvati in UE sono intercambiabili con il medicinale di riferimento o con un biosimilare equivalente.
In Italia il “Position Paper sui Farmaci Biosimilari”[5] di AIFA, seguito dal “Secondo Position Paper AIFA sui Farmaci Biosimilari” rivolto a fornire ulteriori “autorevoli informazioni, chiare, trasparenti, convalidate ed obiettive”, rappresenta la linea di indirizzo dell’Agenzia riprendendo e condividendo la normativa europea e allineandosi con l’EMA. L’AIFA considera i biosimilari prodotti intercambiabili con i corrispettivi originatori, favorendo il cosiddetto “switch”, sia per pazienti naïve – avviati per la prima volta al trattamento- sia per pazienti già in terapia su consulto con il medico prescrittore. L’AIFA sottolinea che i farmaci biosimilari rappresentano un’opzione terapeutica da preferire, qualora costituiscano un vantaggio economico. In Italia il garante della sovrapponibilità terapeutica è l’EMA, pertanto non sono necessarie ulteriori valutazioni comparative a livello regionale o locale.

## L'approvazione di farmaci biosimilari
L'aspetto centrale nello sviluppo e nell'uso dei farmaci biosimilari è quello del loro grado di sovrapponibilità al farmaco originatore. Un farmaco biosimilare, per essere considerato tale a tutti gli effetti, deve avere delle caratteristiche farmacologiche sufficientemente simili all'originatore e non differenze significative nell'applicazione clinica del farmaco. Questo deve essere dimostrato non solo nel processo produttivo del farmaco, ma anche in studi clinici appositamente progettati per confrontare il farmaco biosimilare con il prodotto originatore.
Sono tre le fasi stabilite da EMA per l'autorizzazione in commercio di farmaci biosimilari:
- la prima fase prevede studi comparativi sulla qualità per valutare le caratteristiche chimico-fisiche del farmaco;
- la seconda fase prevede studi non clinici comparativi di farmacocinetica e farmacodinamica;
- la terza fase prevede studi clinici progettati per confermare la biosimilarità e per risolvere eventuali problematiche residue dai precedenti studi analitici o funzionali.

Le normative per l'approvazione di farmaci biosimilari permettono l'estrapolazione di dati clinici, da un'indicazione all'altra, se il meccanismo d'azione del farmaco è considerato lo stesso. Tale procedura comporta che, a seguito della dimostrazione dell'efficacia di un farmaco biosimilare in una specifica indicazione, lo stesso prodotto possa venire autorizzato anche in altre indicazioni, incluse anche diverse patologie, che ne condividono il meccanismo d'azione. Il processo di estrapolazione è complesso e, soprattutto nel caso di patologie critiche come quelle oncologiche, pone delle problematiche sia di tipo clinico sia etico.
L'estrapolazione delle indicazioni cliniche è ancora più critica nel caso dei farmaci biosimilari di anticorpi monoclonali perché diversi meccanismi d'azione concorrono al risultato terapeutico finale e le interazioni con l'organismo ospite sono molto difficili da stimare e prevedere. L'immunogenicità – cioè la capacità da parte di un anticorpo monoclonale di stimolare la produzione di anticorpi neutralizzanti nell'organismo ospite – è un altro punto cruciale nell'utilizzo dei biosimilari di anticorpi monoclonali.

## Farmaci biosimilari di anticorpi monoclonali
Il “Secondo Position Paper AIFA sui Farmaci Biosimilari” dichiara che tra i medicinali biologici sono compresi anche i medicinali biotecnologici che derivano da processi di produzione quali: tecnologie da DNA ricombinante; espressione controllata di geni portatori di codici per proteine biologicamente attive nei procarioti e negli eucarioti - comprese cellule trasformate di mammiferi-; metodi a base di ibridomi e di anticorpi monoclonali.  Appartengono altresì alla categoria dei farmaci biologici: ormoni ed enzimi, emoderivati e medicinali immunologici come sieri e vaccini, immunoglobuline ed allergeni e anticorpi monoclonali.
La gran parte dei farmaci biologici di prima generazione si sta avvicinando alla data di scadenza della copertura brevettuale, o sono già scaduti. La perdita della copertura brevettuale permette l'entrata sulla scena terapeutica dei farmaci biosimilari.
Per la biosimilarità tra farmaci biosimilari di anticorpi monoclonali ed il suo originator, EMA ha pubblicato delle linee guida ad hoc: “Guideline on similar biological medicinal products containing monoclonal antibodies – non-clinical and clinical issues” riguardanti gli aspetti specifici di dimostrazione per parametri di qualità in studi non clinici e clinici. Lo scopo del documento è di individuare il peso delle differenze “ammissibili”.
Applicando un sistema graduale EMA stabilisce degli step di analisi per gli studi non clinici:
- step 1) studi comparativi in vitro,
- step 2) studi in vivo, necessari quando l’effetto di un anticorpo monoclonale non può essere chiarito in vitro;
- step 3) studi modellistico traslazionale delle correlazioni PK/PD per un confronto quantitativo tra originator e biosimilare di anticorpi monoclonali, compresa la valutazione della concentrazione-risposta.

A causa dei diversi processi di produzione utilizzati dai produttori di biosimilari e dai produttori del farmaco di riferimento si verificheranno differenze qualitative tra le impurezze legate al processo. Questo livello di impurità deve essere mantenuto al minimo il che rappresenta la migliore strategia per minimizzare i rischi associati. Differenze qualitative o quantitative di varianti legate al prodotto possono influire sulle funzioni biologiche dei farmaci di anticorpi monoclonali e devono essere valutate da un'appropriata ed ulteriore analisi in laboratorio.
Studi comparativi, che variano nel numero e nella tipologia a seconda del prodotto di riferimento, sono raccomandati da EMA durante il programma di sviluppo clinico in cui i pazienti devono essere arruolati a seconda del livello di evidenza ottenuto dalle fasi precedenti di comparabilità.
Gli step di studi clinici riguardano:
- farmacocinetica;
- farmacodinamica;
- sicurezza clinica;
- immunogenicità.

In linea di principio, secondo l’EMA devono essere adottati modelli e condizioni di studio (farmacodinamiche o cliniche) in popolazioni omogenee di pazienti di modo da ridurre la variabilità dei dati e facilitandone così l’interpretazione.
Quando un anticorpo monoclonale è approvato in due indicazioni, ampiamenti differenti tra loro, l’estrapolazione dei dati al biosimilare costituisce una sfida maggiore che ne richiede, pertanto, la necessità di nuovi studi. 

## Il valore dei farmaci biosimilari
Fin dalla loro introduzione nella pratica clinica, i farmaci biologici rappresentano un'importante innovazione tecnologica e un significativo progresso nel trattamento di numerose patologie soprattutto in ambito endocrinologico, oncologico e nelle patologie autoimmuni. I farmaci biosimilari offrono benefici economici significativi rispetti ai farmaci biologici originatori, riducendo i costi dei trattamenti e aumentandone l’accessibilità per i pazienti. L’introduzione dei biosimilari sul mercato può portare ad una concorrenza dei prezzi, rendendo i trattamenti biologici più accessibili e sostenibili per i Sistemi Sanitari Nazionali. Dal 2006, quando è stato introdotto il primo farmaco biosimilare, a oggi sono 18 le molecole approvate in Europa e commercializzate in Italia ed il mercato italiano dei biosimilari si presenta come il più grande d’Europa a volumi – e il terzo a valori, preceduto da UK e Germania-. I biosimilari costituiscono, rispetto ai loro originatori, un’opzione terapeutica aggiuntiva e consentono il trattamento di un numero maggiore di pazienti garantendo più salute a parità di risorse.

## Aspetti medico-legali
Fino al 2018, la giurisprudenza, rilevante in materia di prescrizione di farmaci biologici, prevedeva la continuità terapeutica ossia la non sostituibilità di un trattamento già in corso con un farmaco biosimilare. La libertà di prescrizione del medico e quindi la scelta tra farmaco biologico originatore e biosimilare si poteva applicare invece ai casi dei pazienti che incominciano un nuovo trattamento. Dal 27 marzo 2018, l’AIFA ha ufficialmente avallato l'intercambiabilità terapeutica tra originatori e i biosimilari anche per i pazienti già in cura.

## Il vuoto biosimilare in Europa
Per “vuoto biosimilare” si intende il fenomeno di indisponibilità di nuovi farmaci biosimilari causato dalla riduzione, a valori, delle opportunità di mercato legate alla perdita di brevetto dei farmaci biologici di riferimento.
Lo studio IQVIA “Assessing the Biosimilar Void. Achieving sustainable levels of biosimilar competition in Europe”, pubblicato nel 2023, ha preso in esame un gruppo di farmaci biologici che perderanno la protezione brevettuale nei prossimi 10 anni ricordando la tempistica media di sviluppo per i suoi candidati biosimilari: in media 7-10 anni. Degli stimati 26 prodotti in scadenza quasi uno su tre non ha, ad oggi, un candidato biosimilare in cantiere, rappresentando così un totale di circa 8 miliardi di euro di opportunità mancate per i pagatori. Entro la fine del 2032, sono stati stimati 110 biologici in scadenza, per un valore di mercato complessivo di circa 30 miliardi di euro, otto volte superiore rispetto al periodo 2012-2014 .
I dati sono ancora più critici se riferiti alla categoria dei prodotti a “bassa vendita”, ovvero quelli che si prevede raggiungeranno meno di 500 milioni di euro di vendite annuali in Europa al momento della scadenza: solo il 7% sarà oggetto di concorrenza nei prossimi 10 anni, con una mancata opportunità di minore spesa pari a circa 7 miliardi di euro. Medesima previsione per l’evoluzione del mercato dei farmaci orfani: solo un farmaco biologico orfano (eculizumab) ha finora attratto lo sviluppo di biosimilari, meno del 3% dell’intera coorte, secondo le analisi IQVIA.
Conseguenze inevitabili in questo scenario: meno prodotti in circolazione e minori possibilità di generare economie di spesa allargando l’accesso a queste cure per i pazienti.

## Il vuoto biosimilare in Italia
In Italia la spesa farmaceutica relativa ai farmaci biologici con brevetto in scadenza, previsto nei prossimi 10 anni, è leggermente superiore alla media europea. L’Italia, difatti, si pone tra i primi Paesi europei per accesso e disponibilità di nuovi farmaci innovativi come riportato nel “Patients W.A.I.T. - Waiting to Access Innovative Therapies” condotto da IQVIA e EFPIA. Le elevate difficoltà di sviluppo, unite all’elevata variabilità nell’utilizzo di farmaci biosimilari tra le varie regioni italiane dall’altro, però, rappresentano rischi importanti per la sostenibilità di mercato per i biosimilari in Italia.

## La Legge 232/2016
In Italia l'acquisto e la dispensazione di farmaci biosimilari sono disciplinati dalla Legge 232/2016 che stabilisce che lo strumento dell'accordo quadro per le gare d'appalto pubbliche, a massimo ribasso, a valle delle quali il medico prescrittore può scegliere liberamente tra i primi 3 classificati nella graduatoria, in base al proprio giudizio clinico.
Tra il 2019 ed il 2022 i risparmi generati hanno toccato quasi 1,7 miliardi su base annua. I farmaci biosimilari rappresentano, difatti, una risorsa per il SSN consentendo, da un lato, di ampliare l’accesso alle cure per i pazienti e, dall’altro, generando importanti risparmi per la spesa pubblica.